# Der Immoralist
Der Immoralist (frz. L’Immoraliste) ist ein Roman von André Gide, der, am 25. November 1901 beendet, 1902 in der Literaturzeitschrift Mercure de France in Paris erschien.
Der begüterte Paläograph Michel beichtet drei alten Freunden drei Monate nach dem Tode seiner Gattin Marceline aus den drei letzten Jahren seiner Ehe.

## Zeit und Ort
In den 90er Jahren des 19. Jahrhunderts: Michel und Marceline reisen nach Algerien (Biskra, Touggourt, Provinz Ouargla), Süditalien (Neapel, Paestum, Amalfi, Ravello, Sorrent), in die Normandie (bei Pont-l’Évêque), nach Paris (Passy) und in die Ostschweiz (Sankt Moritz).

## Handlung
Die Vernunftehe Michels mit der vier Jahre jüngeren Marceline wurde am Sterbebett von Michels Vater besiegelt. Michels Mutter, die dem Sohn Ländereien in der Normandie vererbt hatte, war bereits Jahre zuvor gestorben. Marceline, ebenso Waise wie Michel, folgt dem Gatten willig auf seinen Reisen. Michel, Handschriftenkundler wie einst der Vater, war schon zeitig mit seinem „Essay über die phrygischen Kulte“ hervorgetreten – allerdings seinerzeit unter der fingierten Autorschaft des Vaters. Die Fachkollegen freilich wussten Bescheid und nahmen den Junior in ihre Kreise auf.
Michel reist also sorgenfrei mit Marceline ins algerische Biskra. Eine Sorge aber stellt sich unterwegs ein. Michels Gesundheit ist schwach. Er leidet an Schwindsucht. Es scheint so, als ob die Ehe noch gar nicht vollzogen worden wäre. Das Ehepaar kümmert sich um Kabylen-Kinder. Der Knabe Moktir, ein kleiner Dieb, wird Michels Liebling.
Auch dank Marcelines aufopferungsvoller Pflege kann Michel langsam so weit genesen, dass er schließlich sogar seine anmutige, „sehr hübsche“ Frau begehrt. In Sorrent wird Marceline von Michel schwanger. Michel führt Marceline in die Normandie auf sein Gut La Morinière. Dort schließt er sich wieder jungen Männern bzw. Knaben an. Zuerst unterrichtet er sich bei Charles, dem sachlichen, aufstrebenden Sohn seines unfähigen Verwalters Bocage, über Agrikultur. Dann wildert er zusammen mit dem Knaben Bute auf dem eigenen Grund und Boden. Charles erfährt von den im Gutswald gelegten Drahtschlingen und macht Michel Vorwürfe. Ungerührt erwidert der Gutsherr dem Verwalterssohn, dass er das Anwesen verkaufen wolle.
Zwischendurch arbeitet Michel in Paris in seinem Beruf als Handschriftenkundler. Auf einer seiner Vorlesungen begegnet er dem besitzlosen Ménalque. Das ist ein alter Bekannter, der Michels Spuren bis nach Biskra verfolgt hatte, von dorther angereist ist und Moktirs Diebesgut – eine Schere – aus Michels Besitz im Gepäck hat. Insistierend bringt Ménalque Michels Gewohnheiten in Nordafrika zur Sprache. Michel habe sich dort lieber mit Knaben als mit der Ehefrau abgegeben. Michel, errötend zwar, fühlt sich trotzdem von Ménalque, der „das gewagte Leben“ liebt, magisch angezogen. Als Michel eine ganze Nacht bei ihm verbringt, hat Marceline eine Fehlgeburt. Darauf bekommt die Frau eine Embolie und dann bricht bei ihr auch noch die Schwindsucht aus. Ein Aufenthalt im Hochgebirge bringt Marceline Linderung. Aber Michel hält es selbst im komfortablen St. Moritz nicht lange aus. Seine historischen Studien vernachlässigt er und wendet sich der Psychologie zu. Anständige, ehrbare Leute sind ihm mittlerweile ein Gräuel geworden. Michel liebt Marceline glühend, doch er überredet sie, die Regionen klarer Bergluft zu verlassen und das im Winter unwirtliche Italien aufzusuchen. Michel lässt seine kranke Frau im Hotelzimmer allein und treibt sich stundenlang in süditalienischen Städten herum; sucht den Umgang übler Leute. Auf seinen Reisen gelangt das Paar über Tunis wieder nach Biskra. Moktir hat im Gefängnis gesessen.
Das Wüstenklima bekommt der schwer kranken Marceline überhaupt nicht. Sie stirbt in Touggourt und wird in El Kantara beigesetzt. Nur noch anstandshalber hatte es Michel in ihren letzten Lebenstagen am Bett seiner Frau ausgehalten. Abends dann musste er durch dieses „bizarre Land“ streichen.
Der sich inzwischen wieder kerngesund fühlende Michel sucht nach dem Sinn seines Lebens. Kraft von Scham möchte er, kann aber noch nicht unterscheiden. Er plant einen Neuanfang, lässt sich mit einer Prostituierten ein, bevorzugt aber dann deren Bruder, einen Knaben.

## Zitate
- Man kann nicht gleichzeitig aufrichtig sein und es scheinen.[3]
- Ménalque: Man glaubt zu besitzen, und man wird besessen.[4]
- Aus dem vollkommenen Vergessen des Gestern schaffe ich die Neuheit jeder Stunde.[5]
- Die Freude gleicht dem Manna der Wüste, das von einem Tag zum andern verdirbt.[6]

## Selbstzeugnisse
Gide schrieb an Scheffer, nur weil er Michel nicht sei, habe er dessen Geschichte in dem Roman so getroffen.

## Rezeption
Besprechung nach dem Erscheinen der deutschsprachigen Erstausgabe
In seiner Notiz nach dem Erscheinen der Übertragung des Romans ins Deutsche durch Felix Paul Greve tadelt Hesse zunächst knapp die zwar fehlerfreie, aber doch ein wenig misslungene Arbeit des Übersetzers an dem „noblen“ Text und geht sodann ausführlicher auf die Änderungen der Weltsicht Michels, sämtlich initiiert durch die Schicksalswege seiner oktroyierten Gattin Marceline, ein.
Neuere Besprechungen
Das Werk ist Gides erste „realistische“ Erzählung. Michel nötigt „die sanfte und fromme Marceline, sein anarchistisches Leben zu teilen“. Krebber lobt den „Immoralisten“; preist „seine kühne, aber verhaltene Dramatik, die glutbewohnte Reinheit seiner Linien.“
Titel
Im Titel steckt das Wort Moral. Im Text muss man danach suchen. Nach Krebber eröffnet Gide mit dem Roman eine Reihe von Werken, über denen der „Dreiklang Moral, Psychologie und Kunst“ ertönt. Und Lang bewundert Ménalques „hellsichtigen moralischen Dynamismus“.
Komposition
Martin führt ein Beispiel für die Wohlgestalt des Werkes an. Am Roman-Ende stirbt Marceline in Algerien an dem Ort, in dem am Roman-Anfang Michel auf dem Wege der Genesung von derselben Krankheit „die köstlichen Reichtümer des Lebens und der Gesundheit“ schätzen gelernt hatte.
Morphologie: Michel erzählt den schweigend zuhörenden drei Freunden seine Geschichte. Letztere wiederum ist gerahmt: Einer der Freunde teilt die Geschichte einem Präsidenten schriftlich mit. Der Briefschreiber berichtet dem Leser obendrein, wie die drei Freunde stumm zuhören.
Germaine Brée deutet die Hinwendung Michels zu den verschiedenen Knaben im Roman symbolisch. Die geschilderten Begegnungen stünden für Wendepunkte in Michels Entwicklung. Zum Beispiel stehe Moktir für den „Aufstand“ Michels „gegen die Moral“.
Philosophie
Krebber meint, der Roman sei „stark von Nietzsche gezeichnet.“ Denn vor der Niederschrift des Romans sei Gide in den „Bannkreis“ dieses Philosophen geraten. Unübersehbar sei in dem Zusammenhang in der zweiten Romanhälfte die erstarkende „Lebenssteigerung und Lebensverehrung“ des Protagonisten Michel. Dabei hat Gide die Frage, ob der Text vom Gedankengut des deutschen Philosophen „abhängig“ sei, verneint. Lang ist sich aber völlig sicher – das Werk sei „ein nietzscheanischer Roman“. So setzt er Nietzsches Aphorismus „Der Besitz besitzt“ mit Ménalques Ausspruch zum Besitz (s. o. unter „Zitate“) in Beziehung. Lang räumt jedoch ein, Gide habe im Roman Nietzsche „kritisch ausgedeutet“.
Theis weist auf Offensichtliches hin. Die im Roman geschilderte Abwendung des Paläographen Michel von seiner Wissenschaft veranschaulicht Gedanken aus Nietzsches Schrift „Vom Nutzen und Nachteil der Historie für das Leben“. Martin hebt die philosophisch getönten Reden Ménalques hervor; bespricht die Vorreiterrolle Ménalques „auf dem Weg zur Befreiung“ Michels.
Autobiographie
Lang und auch Martin lesen aus dem Roman Autobiographisches heraus.
Die enge Pforte
Mehrfach wird in der Literatur Michel mit Alissa Bucolin verglichen. Lang und Theis stellen Michels egoistische Lebensgier Alissas grenzenlose Selbstaufopferung in der „Nachfolge Christi“ gegenüber. Gide aber habe sich in seinem Leben weder von dem einen noch von dem anderen Drang ganz beherrschen lassen.

## Deutsche Ausgaben
Quelle
- Raimund Theis (Hrsg.), Peter Schnyder (Hrsg.): André Gide: Der Immoralist. Aus dem Französischen übertragen von Gisela Schlientz. S. 363–481. Grundlage der Übersetzung war die o. g. Originalausgabe aus dem Jahr 1902.[32] Mit einem Nachwort von Raimund Theis: „Zu Der Immoralist“. S. 561–574. Gesammelte Werke in zwölf Bänden. Band VII/1, Deutsche Verlags-Anstalt Stuttgart 1991. 587 Seiten, ISBN 3-421-06467-9

Deutschsprachige Erstausgabe
- André Gide: Der Immoralist. Roman. Vom Autor genehmigte und von ihm durchgesehene deutsche Übertragung von Felix Paul Greve. J. C. C. Bruns, Minden 1905. 191 Seiten, broschiert

Sekundärliteratur
- Renée Lang: André Gide und der deutsche Geist (frz. André Gide et la Pensée Allemande). Übersetzung: Friedrich Hagen. Deutsche Verlags-Anstalt Stuttgart 1953. 266 Seiten
- Günter Krebber: Untersuchungen zur Ästhetik und Kritik André Gides. Kölner Romanistische Arbeiten. Neue Folge. Heft 13. Genf und Paris 1959. 171 Seiten
- Claude Martin: André Gide. Aus dem Französischen übertragen von Ingeborg Esterer. Rowohlt 1963 (Aufl. Juli 1987). 176 Seiten, ISBN 3-499-50089-2
- Volker Michels (Hrsg.): Hermann Hesse. Die Welt im Buch I. Rezensionen und Aufsätze aus den Jahren 1900-1910. In: Hermann Hesse. Sämtliche Werke in 20 Bänden, Bd. 16. Suhrkamp, Frankfurt am Main 1988 (Aufl. 2002), 646 Seiten, ohne ISBN